# Bill English
Simon William „Bill“ English (n. 30 decembrie 1961, Lumsden⁠(d), Southland Region⁠(d), Noua Zeelandă) este un om politic neozeelandez, prim-ministrul al Noii Zeelande din 12 decembrie 2016 până în 25 octombrie  2017. English este membru al partidului conservator New Zealand National Party.
Din 2008 până în 2016 a fost ministru de finanțe și vicepremier în cabinetul conservator condus de John Key.

## Cariera politică
Primul ales în parlament în 1990 de la Partidul Național. Din ianuarie până în iunie 1999, a deținut funcția de ministru al finanțelor în guvernul lui Jenny Shipley. În octombrie 2001, la înlocuit pe Shipley ca lider al Partidului Național. După eșecul partidului în alegerile din 2002, el a cedat conducătorului lui Don Braș. După victoria Partidului Național în alegerile din noiembrie 2008, a devenit viceprim-ministru.
La 5 decembrie 2016, premierul John Ki și-a anunțat demisia și ia oferit lui English un candidat pentru locul său . După 8 decembrie Ministrul Afacerilor Interne, Judith Collins și Ministrul Sănătății, Jonathan Coleman și-au retras candidatura, English rămânând singurul candidat la funcția de prim-ministru și lider al Partidului Național . La 12 decembrie, English a preluat funcția de prim-ministru. Paula Bennett la înlocuit pe postul de vicepremier.

## Viziune
Conservă părerile conservatoare. El se opune avortului , eutanasiei , parteneriatelor civile  și dezincriminării prostituției . În 2013, el a votat împotriva legii care legaliza căsătoriile între persoane de același sex în Noua Zeelandă .

## Opoziția (2017-2018)

### Conducător al opoziției
English a fost reales ca lider al partidului național la 24 octombrie 2017.  În momentul realegerii sale, English și-a anunțat intenția de a rămâne în funcția de lider până la următoarele alegeri generale.  Totuși, la 13 februarie 2018, el a anunțat că se va retrage din funcția de lider al Partidului Național din motive personale și a instruit partidul să pună în mișcare procesele de alegere a unui nou lider. De asemenea, și-a anunțat retragerea din Parlament. La 27 februarie, el a fost urmărit ca lider de partid de Simon Bridges  ca rezultat al alegerilor de conducere care au avut loc în acea zi.

## Vița personală
English sa întâlnit cu soția sa viitoare, Mary Scanlon la universitate. În acel moment studiase medicina și a devenit medic generalist. Ambii părinți erau imigranți, tatăl ei fiind Samoan și mama italiană, născută pe insula Stromboli. Ei au șase copii: o fiică și cinci fii.
English este un practicant romano-catolic, dar a declarat că consideră credințele sale religioase personale și astfel separate de politică .
În iunie 2002, englezii au participat la filmul TV3 "Fight For Life", o colecție de box pentru celebrități, pentru a strânge bani pentru campania "Yellow Ribbon anti-tineret", influențată de moartea unui nepot al adolescenței în 1997. A pierdut o decizie divizată de fosta universitate colegul Ted Clarke. 

## Distincții
La celebrarea zilei de naștere ale reginei în 2018, lui English i s-a conferit Ordinul de Merit al Noii Zeelande în grad de cavaler-companion, pentru serviciile aduse statului.